# Denis Jenkinson

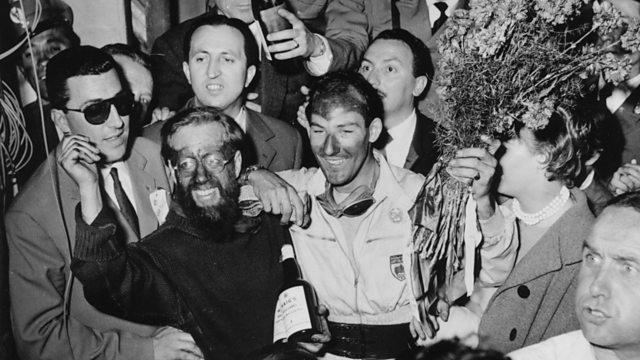
Jenkinson och Moss firar segern i Mille Miglia 1955.

Denis Sargent "Jenks" Jenkinson, född 11 december 1920 i London, död 29 november 1996 i Sunninghill, Berkshire var en brittisk motorjournalist och författare.

## Journalist och författare
Jenkinson rapporterade om motorsport i den brittiska tidskriften Motor Sport och skrev en rad bilrelaterade böcker.

## Motorsport
Han tävlade även på motorcykel och blev världsmästare i sidovagnsracing som burkslav 1949, tillsammans med föraren Eric Oliver.
Jenkinson deltog i sportvagnsloppet Mille Miglia tre gånger på 1950-talet som kartläsare och rapporterade sedan i Motor Sport. 1955 vann han tävlingen tillsammans med Stirling Moss.